# Veszem a kalapomat…
A "Veszem a kalapomat..." (Finishing the Hat) a Született feleségek (Desperate Housewives) című amerikai filmsorozat 180. epizódja. Az Amerikai Egyesült Államokban először az ABC (American Broadcasting Company) adó sugározta 2012. május 13-án.

## Az epizód cselekménye
Susan közli a barátnőivel hogy elköltözik. Visszatér Kathryn, hogy állásajánlatot adjon Lynettnek. Reneé, Gaby, Susan és Julie úton vannak az esküvőre, amikor a Limuzinban Julienak elfolyik a magzatvize. Susan elhajt a limóval a lányával, Reneé és Gaby pedig gyalog mennek el az esküvőre. Karen egyre rosszabb állapotban van. Bree és az ügyvéd között szoros kapocs alakult ki. Karen akkor halt meg, amikor Julie kislánya született meg. (Így alakítva az élet és a halál közti összefüggést). A lányok utoljára pókereznek együtt, remélték hogy még találkozni fognak. Susan elköltözött, helyette jött egy új szomszéd, Jennifer, akinek szintén volt mit a szőnyeg alá sepernie. (Ezzel jelezvén hogy a sorozatnak még lesz-e folytatása). Bree-ék Kentuckyba költöztek már az ügyvéd férjével és beválasztották a Kentucky állami törvényhozásba, Lynették elköltöztek New Yorkba egy jobb állás reményében, Gabriellék Californiába költöztek, ahol Gabynak saját tévéműsora volt. A lányok, egyben barátok, szomszédok, lelkitársak és a titkok őrzői voltak. Valamit megtanultak a Lila akác közben töltött évek alatt és azt hogy mindenki rejteget valamit.

## Mary Alice sorozatzáró monológja
- ,,Ahogy kigördült a kocsibejáróról, Susannek volt egy olyan érzése hogy figyelik, és nem is tévedett. Azoknak a szelleme, akik valaha is a Lila Akác Közben éltek a tekintetükkel követték őt, amint elhaladt mellettük. Figyelték, ahogy mindenkit figyelnek, örökösen remélve, hogy az élők megtanulják félretenni a haragot, és a bánatot, a keserűséget és a megbánást. Ezek a szellemek figyelnek és arra vágynak, hogy az emberek mindig emlékezzenek rá, hogy még a leggyötrelmesebb élet is olyan nagyon csodálatos. De csak néhány szerencsés ismeri fel az ajándékot, amit kapott. A legtöbb ember csak éli az életét nap nap után, hiába próbálván rejtegetni a titkukat, melyek sohasem maradnak rejtve."

## Érdekesség
- Az utolsó jelenet, amikor Jennifer egy titkokkal teli ládát rak be a garázs egyik fiókjába, azt jelzi, hogy a sorozatnak talán lesz-e folytatása.
- Ez volt a Született feleségek utolsó epizódja.
- Karen McLusky fia szellemének haja szőke és testalkata derék, az 1. évad 14. epizódban, A szerelem a levegőben van című epizódban látható jelenetben amikor az egyik fényképen Karen fia van, ott még fekete hajú volt és sovány.